# Musée ducal
Le musée ducal est un bien classé constitué de deux immeubles voisins situés dans la ville et commune de Bouillon en province de Luxembourg (Belgique). Il retrace notamment l'histoire du duché de Bouillon. 

## Localisation
Le musée ducal se trouve sur la rive gauche de la Semois, le long de la place ducale. L'entrée du musée se situe au no 1 de la rue du Petit, à côté de l'hôtel de ville de Bouillon.

## Historique

### Ancien hôtel Spontin
En 1714, Nicolas-Joseph de Spontin, conseiller à la cour souveraine du duché de Bouillon, fait ériger un hôtel particulier à proximité du palais ducal. L’immeuble reste la propriété de cette famille jusqu’en 1804. Après divers propriétaires, le bâtiment est la possession de la ville de Bouillon en 1839 qui y installe l’école communale des garçons. En 1929, le bâtiment devient un hôtel puis le musée ducal en 1951.

### Ancienne résidence du Gouvernement bouillonnais
Cette ancienne résidence du gouvernement bouillonnais est occupée par les membres de la famille de La Tour d'Auvergne avant d'être cédé en 1841 à la ville de Bouillon.

## Architecture
En 1958, les autorités communales installent deux pilastres de pierre de France datant du XVIIIe s. surmontées de sphères.
L'escalier monumental provient de la cour de la célèbre imprimerie de Pierre Rousseau.

## Classement et protection
Le Musée Ducal (les deux bâtiments abritant les collections, place Ducale) est classé depuis le 13 septembre 1977 et repris sur la liste du patrimoine immobilier classé de Bouillon.

## Activités du musée
Le musée ducal couvre près de dix siècles d’art et d’histoire du duché et de la ville de Bouillon.